# Dugesia borneana
Dugesia borneana és una espècie de triclàdide dugèsid que viu a l'aigua dolça de Borneo. Els espècimens de D. borneana s'han trobat a un rierol poc profund a Sarawak i a un rierol de muntanya a una jungla del Mont Kinabalu, Sabah.

## Descripció
La forma general del cos de les D. borneana és allargada i aplanada dorso-ventralment. Els individus sexualment madurs poden arribar a mesurar fins a 17-20 mm de longitud i 3 mm d'amplada. El cap és ample i de forma subtriangular per la presència d'unes aurícules amples amb les puntes esmussades. Tenen dos ulls envoltats per pegats sense pigment. Els òrgans sensorials de les aurícules, sense pigment, es troben als dos costats del cap. La superfície dorsal del cos de D. borneana és d'un color marró grisenc uniforme amb abundants pigments foscos molt petits. Presenten una línia fosca poc definida al mig del dors. La superfície ventral és més clara que la dorsal, d'un color marró clar.
Com a la resta de Dugesia, la boca i el porus genital es localitzen a la part ventral. La papil·la peniana és lleugerament asimètrica. La vagina està ben desenvolupada i el canal de la bursa és molt llarg.

## Hàbitat
Els espècimens a partir dels quals es va fer la descripció de D. borneana es van trobar a un petit rierol d'aproximadament un metre d'amplada a 1000 m d'altitud, de corrent suau i aigua molt neta. El fons estava cobert de còdols. Aquest rierol és una font del Sungai Janglang (o Jalan), un afluent del Sungai Anap, situat al peu del Mont Kana, Sarawak-IV a Borneo. Posteriorment es van trobar exemplars de la mateixa espècie a 1600 metres en un rierol de muntanya al Parc Nacional del Kinabalu, Sabah, al nord de Borneo. Quan es van collir, al de desembre de l'any 1972, la temperatura de l'aigua era de 16 °C.